# Кубок Макао з футболу
Кубок Макао з футболу (Taça de Macau em futebol) — футбольний клубний турнір в Макао, який проводиться під егідою Футбольної асоціації Макао. Переможець змагання представляє країну у Кубку АФК.

## Історія
Турнір виник у 1951 році. Першим переможцем став Спортінг (Макао).

## Формат
У турнірі беруть участь команди з Елітної Ліги Макао. Розіграш кубка проводиться за системою плей-оф. Переможець пари визначається за підсумками одного матчу, який проводиться на полі команди, що визначається жеребкуванням. Всі матчі проходять на Олімпійському стадіоні у Макао.

## Фінали
| Сезон     | Переможець                   | Рахунок                  | Фіналіст                 |
| --------- | ---------------------------- | ------------------------ | ------------------------ |
| 1951      | Спортінг (Макао)             |                          |                          |
| 1952-64   | немає даних про змагання     | немає даних про змагання | немає даних про змагання |
| 1965      | Макао Пост Оффіс             | 2-1                      | Маріне Клуб              |
| 1966-2006 | немає даних про змагання     | немає даних про змагання | немає даних про змагання |
| 2007      | Полісіа ді Сегуранса Публіка | 0-0 пен. 1-0             | Монте-Карло              |
| 2008      | Хой Фан                      | 2-1                      | Монте-Карло              |
| 2009      | Віндзор Арх Ка І             | 2-0                      | Хой Фан                  |
| 2010      | Віндзор Арх Ка І             | 4-4 пен.                 | Лам Пак                  |
| 2011      | змагання не проводились      | змагання не проводились  | змагання не проводились  |
| 2012      | Лам Пак                      | 2-1                      | Монте-Карло              |
| 2013      | Бенфіка                      | 1-0                      | Віндзор Арх Ка І         |
| 2014      | Бенфіка                      | 2-0                      | Монте-Карло              |
| 2015      | Віндзор Арх Ка І             | 3-2                      | Бенфіка                  |
| 2016      | Так Чук Ка І                 | 0-0 пен. 4-3             | Чао Пак Кей              |
| 2017      | Бенфіка                      | 8-1                      | Монте-Карло              |
| 2018      | Чао Пак Кей                  | 5-1                      | Чін Фун                  |
| 2019      | Чін Фун                      | 2-2 пен. 3-1             | Чао Пак Кей              |
| 2020      | змагання не проводились      | змагання не проводились  | змагання не проводились  |
| 2021      | Чао Пак Кей                  | 0-0 пен. 6-5             | Чін Фун                  |
| 2022      | Чао Пак Кей                  | 4-1                      | Монте-Карло              |
| 2023      | Монте-Карло                  | 2-2 пен. 4-1             | Бенфіка                  |
| 2024      | Гала                         | 2-0                      | Бенфіка                  |

## Титули за клубами
| Команда                      | Перемоги                   |
| ---------------------------- | -------------------------- |
| Віндзор Арх Ка І             | 4 (2009, 2010, 2015, 2016) |
| Бенфіка                      | 3 (2013, 2014, 2017)       |
| Чао Пак Кей                  | 3 (2018, 2021, 2022)       |
| Чін Фун                      | 1 (2019)                   |
| Монте-Карло                  | 1 (2023)                   |
| Гала                         | 1 (2024)                   |
| Лам Пак                      | 1 (2012)                   |
| Хой Фан                      | 1 (2008)                   |
| Полісіа ді Сегуранса Публіка | 1 (2007)                   |
| Макао Пост Оффіс             | 1 (1965)                   |
| Спортінг (Макао)             | 1 (1951)                   |